# Parrocchia di Saint James Windward
La parrocchia di Saint James Windward si trova nella parte nord-orientale dell'isola di Nevis, nella federazione di Saint Kitts e Nevis.

## Villaggi
- Newcastle (capoluogo)
- Rawlins
- Mount Lily
- Fountain
- Camps
- Burnaby
- Hicks
- Brick Kiln
- Whitehall
- Butlers